# 成都地铁4号线
成都地铁4号线是四川成都的一条东西方向地铁线路，是成都地铁第3条开通的线路，线路代表色为绿色。一期工程为非遗博览园站至万年场站，线路全长22.4公里，全为地下线，于2015年12月26日开通。二期工程西延线为万盛站至非遗博览园站，线路全长10.673km，均为地下线；东延线为万年场站至西河站线路全长10.514km，包含地下段及高架段，于2017年6月2日开通。地铁采用B型车6辆编组，最高时速80千米／小时。

## 大事记
- 2011年
  - 7月22日，《成都地铁4号线一期工程可行性研究报告》正式获得国家发展改革委项目立项批复；
- 2012年
  - 2月23日，地铁4号线一期工程开工建设；
- 2014年
  - 8月16日，全线车站主体封顶；
  - 12月23日，盾构区间贯通；
- 2015年
  - 3月27日，全线洞通；
  - 5月12日，全线轨通；
  - 7月7日，全线电通；
  - 7月13日，全线热滑；
  - 7月16日，轨行区移交运营；
  - 9月10日，开始空载试运行；
  - 12月，完成空载试运营；
  - 12月3日，完成专家评审，获得运营许可；
  - 12月16日-17日，通过了上海交通运输行业协会组织的复查[1]；
  - 12月26日9:06，开通载客运营[2]；
- 2017年
  - 1月18日，二期工程开始空载试运行。
  - 6月2日8:30，二期工程东西延线开通载客运营[3][4]。

## 车站

成都地铁4号线1期线路图

成都地铁4号线一期工程起于青羊区非遗博览园站，止于成华区万年场站，线路全长22.4公里，全为地下线。设有16座车站，其中规划换乘站5座，分别与地铁1、2号线等6条地铁线路衔接换乘。车辆初、近、远期均采用6辆B型车编组。
成都地铁4号线二期工程西延线西起于温江区万盛站，至于青羊区非遗博览园站（不含）。线路全长10.673km，均为地下线，共设车站8座。成都地铁4号线二期东延线起于一期工程终点成华区万年场站（不含），至于龙泉驿区西河站，线路全长10.514km，设车站6座。

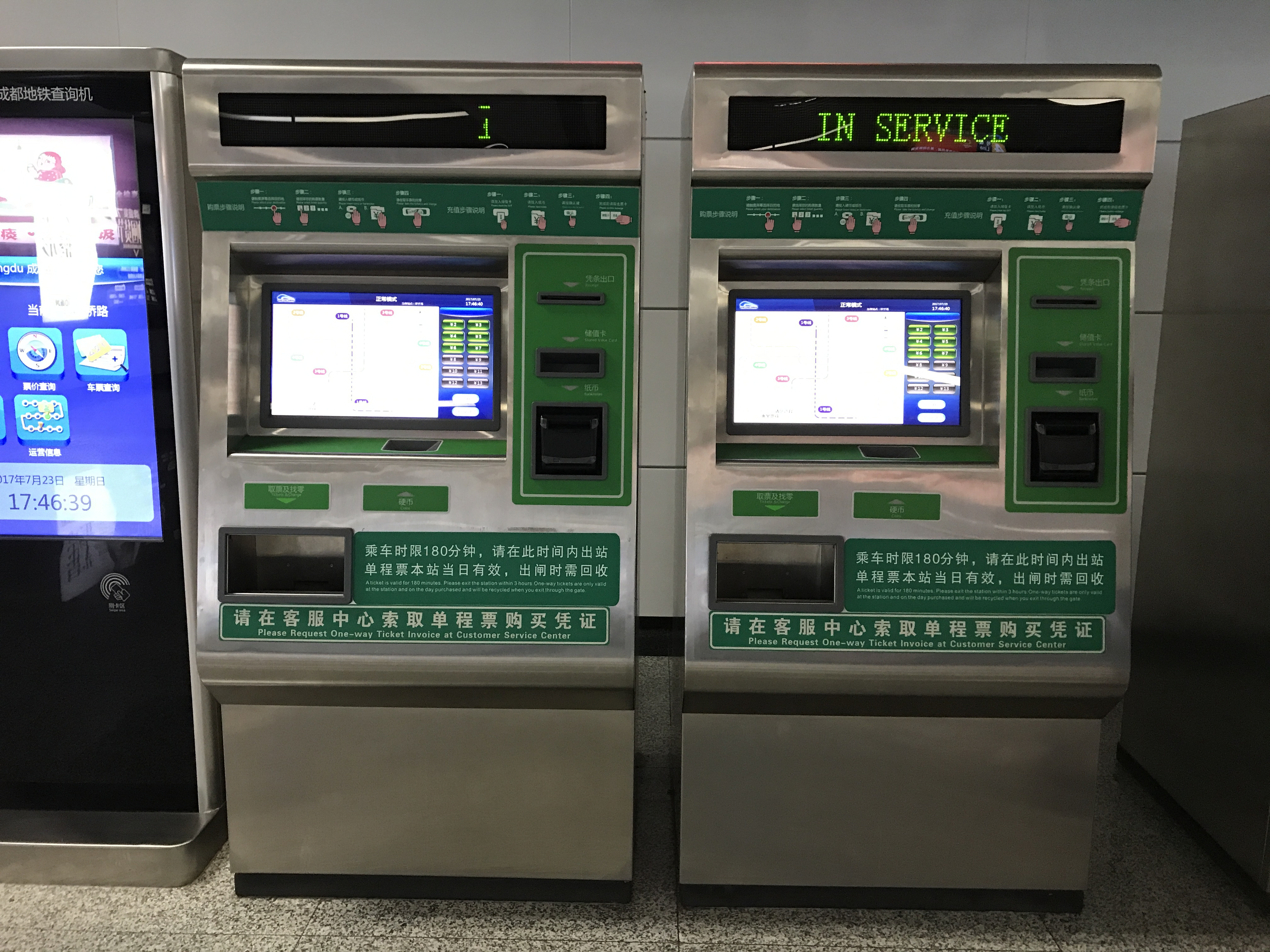
4号线标志色自动售票机(双桥路站)

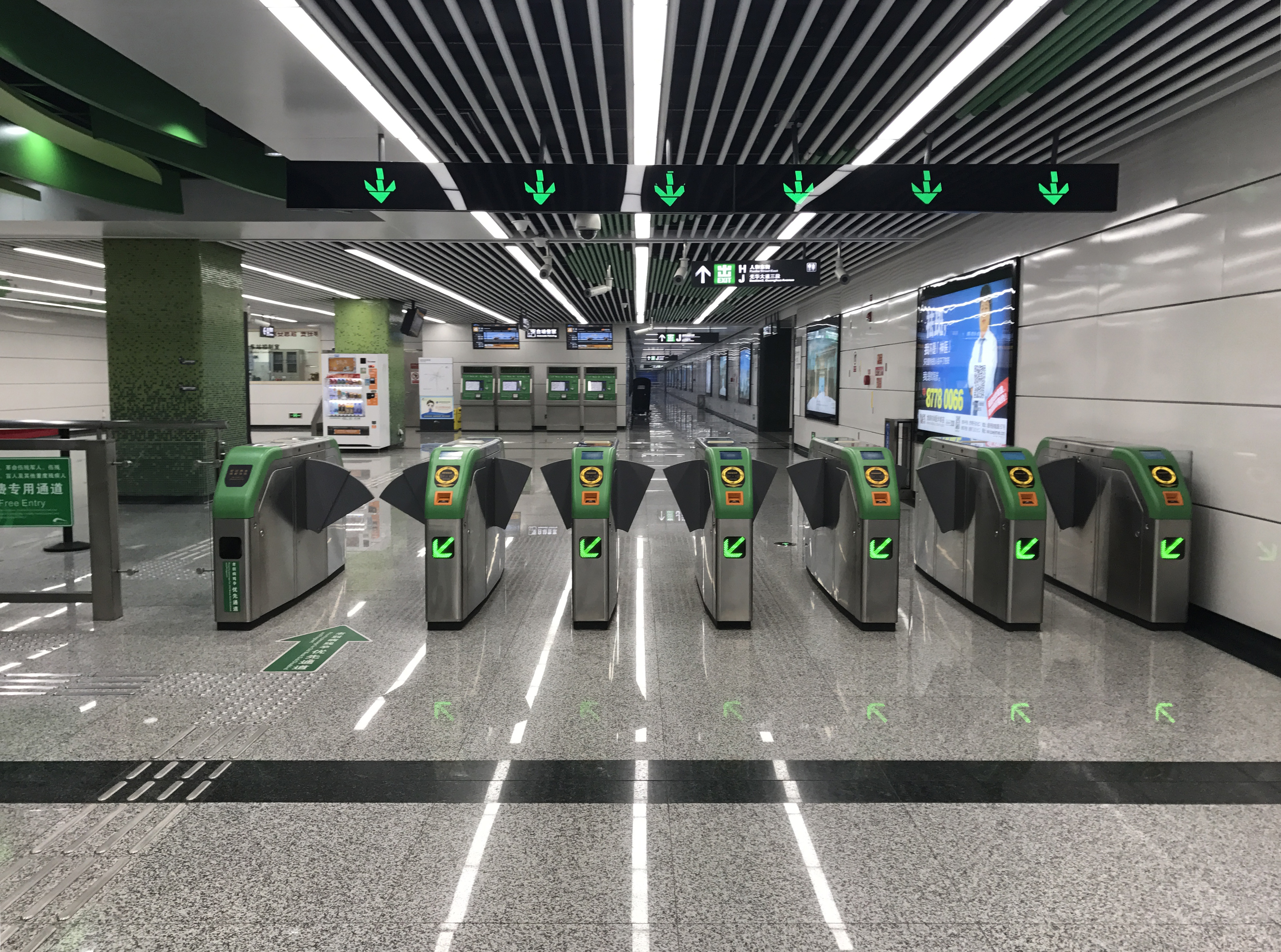
4号线标志色闸机(光华公园站)

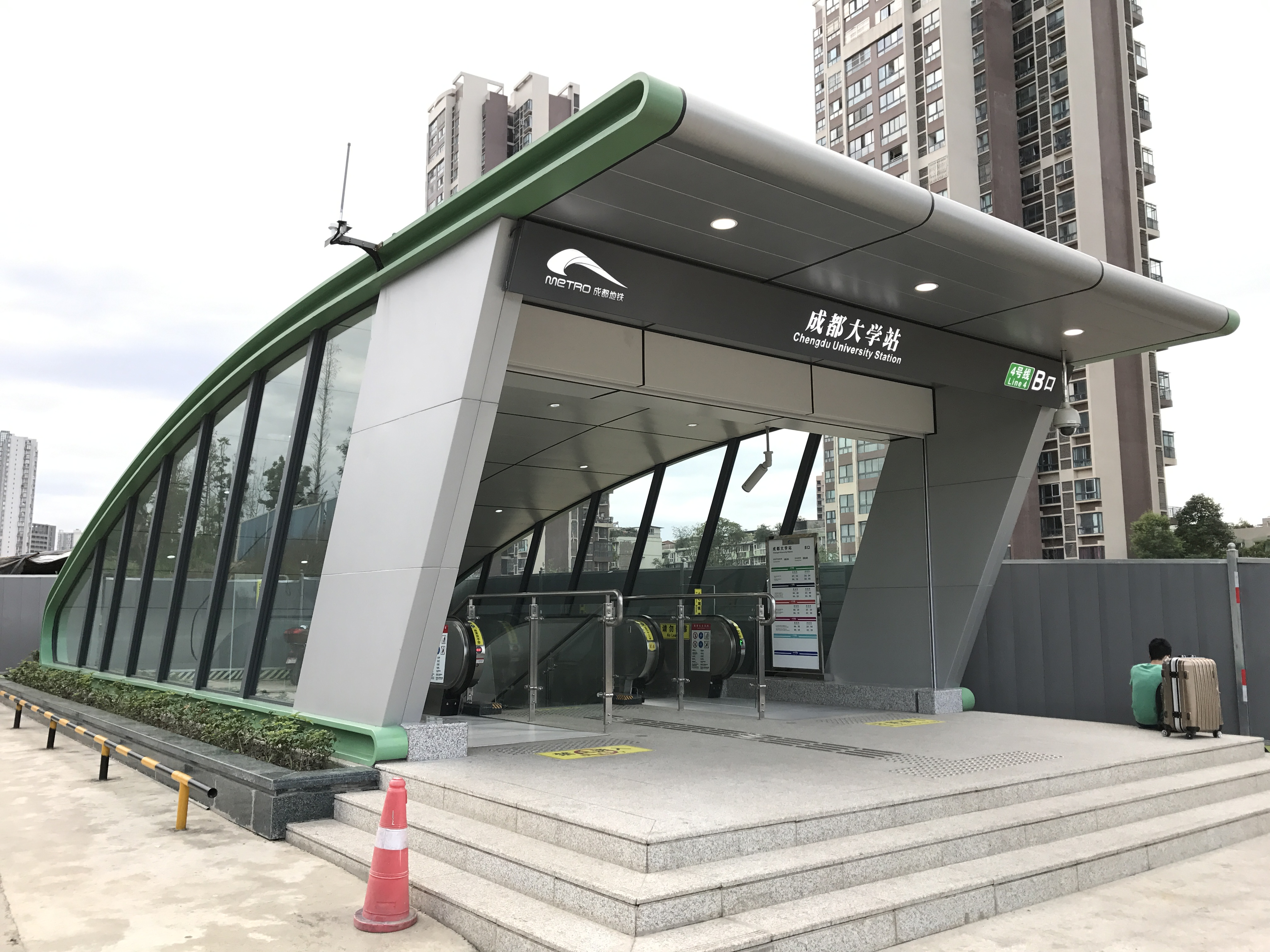
4号线标志色出口(成都大学站)

成都地铁4号线30座车站为：
| 成都地铁4号线车站列表 |           |           |          |               |                                                                  |                |                 |                 |          |            |                                      |          |
| 工程                  | 运行 交路 | 运行 交路 | 车站编号 | 车站名称      | 英文名称                                                         | 开通日期       | 站间距离 （km） | 累计距离 （km） | 车站类型 | 车站类型   | 换乘线路                             | 所在地   |
| 工程                  | 运行 交路 | 运行 交路 | 车站编号 | 车站名称      | 英文名称                                                         | 开通日期       | 站间距离 （km） | 累计距离 （km） | 位置     | 站台       | 换乘线路                             | 所在地   |
| 二期                  | ●         |           | 0401     | 西河          | Xihe                                                             | 2017年6月2日   | -               | 0               | 高架     | 侧式站台   |                                      | 龙泉驿区 |
| 二期                  | ●         |           | 0402     | 明蜀王陵      | Mingshuwangling                                                  | 2017年6月2日   | 2.318           | 2.318           | 高架     | 侧式站台   |                                      | 龙泉驿区 |
| 二期                  | ●         |           | 0403     | 成都大学      | Chengdu University                                               | 2017年6月2日   | 1.473           | 3.791           | 地下     | 岛式站台   |                                      | 龙泉驿区 |
| 二期                  | ●         |           | 04       | 十陵          | Shiling                                                          | 2017年6月2日   | 0.865           | 4.656           | 地下     | 岛式站台   |                                      | 龙泉驿区 |
| 二期                  | ●         | ●         | 0405     | 来龙          | Lailong                                                          | 2017年6月2日   | 0.837           | 5.493           | 地下     | 岛式站台   |                                      | 龙泉驿区 |
| 二期                  | ●         | ●         | 0406     | 槐树店        | Huaishudian                                                      | 2017年6月2日   | 2.434           | 7.927           | 地下     | 岛式站台   | 7号线 0724                           | 成华区   |
| 一期                  | ●         | ●         | 0407     | 万年场        | Wannianchang                                                     | 2015年12月26日 | 2.238           | 10.165          | 地下     | 岛式站台   |                                      | 成华区   |
| 一期                  | ●         | ●         | 0408     | 双桥路        | Shuangqiao Road                                                  | 2015年12月26日 | 0.691           | 10.856          | 地下     | 岛式站台   | 8号线 0812                           | 成华区   |
| 一期                  | ●         | ●         | 0409     | 玉双路        | Yushuang Road                                                    | 2015年12月26日 | 1.553           | 12.409          | 地下     | 岛式站台   | 6号线 0626                           | 成华区   |
| 一期                  | ●         | ●         | 0410     | 市二医院      | Chengdu Second People's Hospital                                 | 2015年12月26日 | 1.595           | 14.004          | 地下     | 岛式站台   | 3号线 0318                           | 锦江区   |
| 一期                  | ●         | ●         | 0411     | 太升南路      | Taisheng South Road                                              | 2015年12月26日 | 0.917           | 14.921          | 地下     | 岛式站台   |                                      | 青羊区   |
| 一期                  | ●         | ●         | 0412     | 骡马市        | Luomashi                                                         | 2015年12月26日 | 1.053           | 15.974          | 地下     | 岛式站台   | 1号线 0106 10号线 18号线             | 青羊区   |
| 一期                  | ●         | ●         | 0413     | 宽窄巷子      | Kuanzhaixiangzi Alleys                                           | 2015年12月26日 | 1.533           | 17.507          | 地下     | 岛式站台   |                                      | 青羊区   |
| 一期                  | ●         | ●         | 0414     | 中医大·省医院 | Chengdu University of TCM & Sichuan Provincial People's Hospital | 2015年12月26日 | 1.004           | 18.511          | 地下     | 双岛式站台 | 2号线 0221 5号线 0521                | 青羊区   |
| 一期                  | ●         | ●         | 0415     | 草堂北路      | Caotang North Road                                               | 2015年12月26日 | 1.166           | 19.677          | 地下     | 岛式站台   |                                      | 青羊区   |
| 一期                  | ●         | ●         | 0416     | 西南财大      | Southwestern University of Finance and Economics                 | 2015年12月26日 | 0.847           | 20.524          | 地下     | 岛式站台   |                                      | 青羊区   |
| 一期                  | ●         | ●         | 0417     | 文化宫        | Culture Palace                                                   | 2015年12月26日 | 1.040           | 21.564          | 地下     | 岛式站台   | 7号线 0709                           | 青羊区   |
| 一期                  | ●         | ●         | 0418     | 清江西路      | Qingjiang West Road                                              | 2015年12月26日 | 1.175           | 22.739          | 地下     | 岛式站台   |                                      | 青羊区   |
| 一期                  | ●         | ●         | 0419     | 成都西站      | Chengdu West Railway Station                                     | 2015年12月26日 | 2.358           | 25.097          | 地下     | 岛式站台   | 9号线 0912 蓉2号线主线 9233 成都西站 | 青羊区   |
| 一期                  | ●         | ●         | 0420     | 中坝          | Zhongba                                                          | 2015年12月26日 | 1.873           | 26.970          | 地下     | 岛式站台   |                                      | 青羊区   |
| 一期                  | ●         | ●         | 0421     | 蔡桥          | Caiqiao                                                          | 2015年12月26日 | 2.144           | 29.114          | 地下     | 岛式站台   |                                      | 青羊区   |
| 一期                  | ●         | ●         | 0422     | 非遗博览园    | Intangible Cultural Heritage Park                                | 2015年12月26日 | 2.290           | 31.404          | 地下     | 侧式站台   |                                      | 青羊区   |
| 二期                  | ●         | ●         | 0423     | 马厂坝        | Machangba                                                        | 2017年6月2日   | 0.870           | 32.274          | 地下     | 岛式站台   |                                      | 青羊区   |
| 二期                  | ●         | ●         | 0424     | 凤凰大街      | Fenghuang Street                                                 | 2017年6月2日   | 2.357           | 34.631          | 地下     | 岛式站台   |                                      | 温江区   |
| 二期                  | ●         | ●         | 0425     | 涌泉          | Yongquan                                                         | 2017年6月2日   | 1.583           | 36.214          | 地下     | 岛式站台   |                                      | 温江区   |
| 二期                  | ●         | ●         | 0426     | 光华公园      | Guanghua Park                                                    | 2017年6月2日   | 1.327           | 37.541          | 地下     | 岛式站台   |                                      | 温江区   |
| 二期                  | ●         |           | 0427     | 南熏大道      | Nanxun Avenue                                                    | 2017年6月2日   | 1.105           | 38.646          | 地下     | 岛式站台   |                                      | 温江区   |
| 二期                  | ●         |           | 0428     | 凤溪河        | Fengxihe                                                         | 2017年6月2日   | 1.107           | 39.753          | 地下     | 岛式站台   | 19号线 1904                          | 温江区   |
| 二期                  | ●         |           | 0429     | 杨柳河        | Yangliuhe                                                        | 2017年6月2日   | 1.275           | 41.028          | 地下     | 侧式站台   |                                      | 温江区   |
| 二期                  | ●         |           | 0430     | 万盛          | Wansheng                                                         | 2017年6月2日   | 1.323           | 42.351          | 地下     | 侧式站台   |                                      | 温江区   |
| 论 编                 |           |           |          |               |                                                                  |                |                 |                 |          |            |                                      |          |

## 车辆

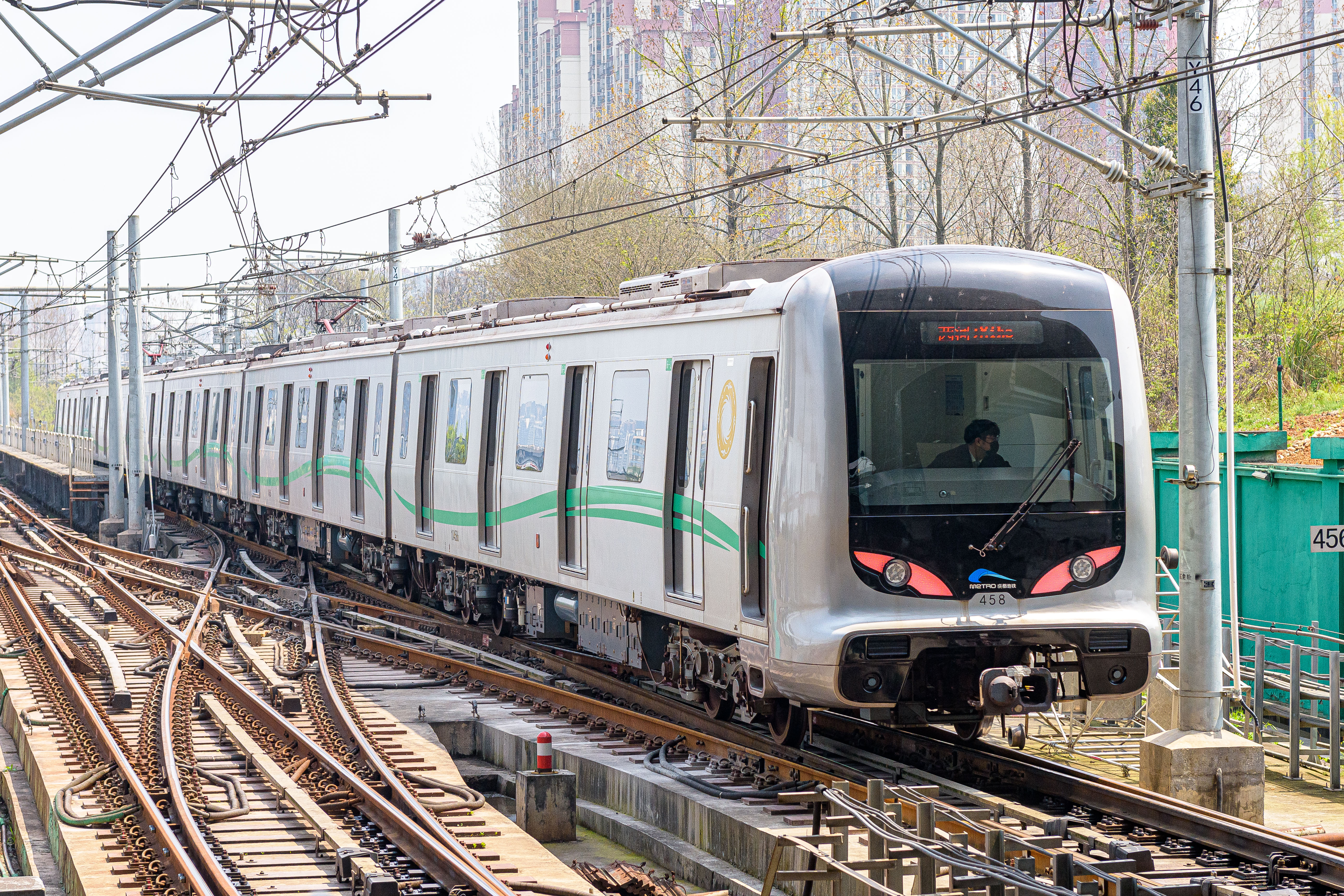
4号线列车（摄于西河站）

成都地铁4号线车辆由中车长春轨道客车股份有限公司制造，与3号线使用列车型号相同，采用6辆编组B型车，最高运营速度为80km/h，车辆为四动二拖，轴重14吨，牵引电机额定功率195kW，额定载客1480人，共配属62列（372辆）。
车辆被命名为“天府神韵”，外观设计整体灵感来源于三星堆遗址出土的青铜制品，车身涂装以蜀锦为灵感而形成的绿色飘带，轻快亮丽，再配以金色的太阳神鸟金饰图案，使整列车看起来更具浓郁的成都(川西)地域文化。
列车地板材质采用了行业最高防火标准，安全设施配置齐全，列车实现了故障在线实时诊断传输和故障自动下载功能，并在驾驶室设置了司机警惕装置，可防止司机睡着或出现意外。车体材质采用免涂装的不锈钢，车体耐腐蚀，不用喷漆，保养成本更低，大大降低了列车能耗。车辆内，符合人体工程学的不锈钢座椅加设了电加热装置，更加人性化。列车同时采用了LCD智能播控系统，相比原有的贴膜线路图能提供了更为丰富的信息。

### “青创号”主题列车
2015年12月28日，随着4号线的开通，“青创号”主题列车正式上线，车厢内介绍成都“创业天府”行动计划及青年创客荟相关内容，车内标志图形以乘车站点、线路与创业为提炼基础，寓意创业就像一次乘车旅行的经历，有人中途下车、也有人一路到底，鼓励青年创业精神。
| 成都地铁4号线列车 ←万盛方向西河方向→ |       |        |       |        |       |        |   |        |       |        |       |        |       |
| 車廂編號                             | =     | 104xx1 | +     | 104xx2 | +     | 104xx3 | - | 104xx4 | +     | 104xx5 | +     | 104xx6 | =     |
| 受电弓                               | =     |        | +     | >      | +     |        | - |        | +     | <      | +     |        | =     |
| 动力单元                             | =     | Tc     | +     | Mp     | +     | M      | - | M      | +     | Mp     | +     | Tc     | =     |
| 动力单元                             | 单元1 | 单元1  | 单元1 | 单元1  | 单元1 | 单元1  |   | 单元2  | 单元2 | 单元2  | 单元2 | 单元2  | 单元2 |

## 事件

### 长顺街站
4号线一期工程中医大·省医院站站与骡马市站之间的车站，在环评阶段原本计划设置在商业后街长顺中街路口，工程名“长顺街站”。后由于附近居民反对，根据初步设计审查意见“由于受周边条件限制，采用梯形站台、出入口位置不顺，建设难度较大，建议考究车站西移至同仁路的可能性”，因而施工图阶段，本站被大幅迁移至同仁路口，迁移直线距离超过500米，最终成为现在的宽窄巷子站。这一更改导致了本站与骡马市站站距过长，与中医大·省医院站距过短的问题。同时本站位置移动后，亦无法作为换乘站，与和4号线在长顺街相交的17号线换乘，间接导致17号线也产生了附近区间站距过长的问题。

### 问题电缆
2017年3月，受西安地铁3号线使用问题电缆事件影响，成都地鐵公司也展开調查，发现在建即将开通的4號線二期工程部分標段亦有採用奧凱電纜公司的低壓供電電纜。地铁公司表示，若电缆抽检结果不合格，将立刻组织在夜间停运时更换。随后，4号线二期更换了部分电缆。原本已于2017年1月18日开始的空载试运行被迫中断，影响了其筹备开通的计划。最后4号线二期工程于6月2日开通，从试运行开始累计花费了135天，大幅超过其他成都地铁新线开通耗时。

## 未来发展

### 4号线三期工程
4号线三期工程预计在4号线一二期工程的基础上继续向东、西延伸，属于远期规划（2035年前建成）。
东延
东延段长约10.8公里，自西河沿成洛大道延伸至洛带，共设高架车站5座。
西延
西延段长约6.8公里，自万盛向西后向南平行于金马河延伸，共设地下车站4座，其中在科技产业园站与S19线换乘，在温江站与成蒲铁路换乘。

### 换乘站
成都地铁4号线未来在下列车站与规划中的成都轨道交通其他线路可实现换乘：
- 西河：4号线 22号线
- 十陵：4号线 9号线
- 来龙：4号线 32号线
- 市二医院：4号线 3号线 出站换乘 12号线 23号线 规划三槐树路站
- 骡马市：4号线 1号线 10号线 18号线
- 文化宫：4号线 7号线 11号线
- 中坝：4号线 11号线 29号线